# Frank Bateman Keefe
Frank Bateman Keefe, född 23 september 1887 i Winneconne i  Wisconsin, död 5 februari 1952 i Neenah i Wisconsin, var en amerikansk politiker (republikan). Han var ledamot av USA:s representanthus 1939–1951.
Keefe efterträdde 1939 Michael Reilly som kongressledamot och efterträddes 1951 av William Van Pelt.
Keefe är begravd på begravningsplatsen Lake View Memorial Park i Oshkosh i Wisconsin.